# Zundert
Zundert (anhörenⓘ) ist eine Gemeinde in den Niederlanden in der Provinz Noord-Brabant mit 22.804 Einwohnern (Stand 1. Januar 2025).
Zundert ist bekannt als Geburtsort des Malers Vincent van Gogh und wegen des jährlichen Blumenkorsos im September.

## Geografie
Zundert liegt unmittelbar an der Grenze zu Belgien, an der Straße von Breda nach Antwerpen. Die Gemeinde hat eine Fläche von 121,21 km² und besteht aus folgenden Ortsteilen: Zundert (8660 Einwohner), Achtmaal (1735), Klein-Zundert (2365), Rijsbergen (6820) und Wernhout (2975).
Nachbargemeinden sind Etten-Leur und Breda im Norden, Hoogstraten (Belgien) im Osten, Wuustwezel (Belgien) im Süden, Kalmthout (Belgien) im Südwesten sowie Essen (Belgien) und Rucphen im Westen.

## Geschichte
Im Jahre 1812 fand man hier einen Votivstein der germanischen Göttin Sandraudiga.

## Blumenkorso Zundert
Seit 1936 findet in Zundert jährlich ein Blumenkorso statt. Diese Veranstaltung im September ist der größte Blumenkorso Europas; für die Festwagen und Blumenschmuck werden sechs bis acht Millionen Dahlien benötigt. Der Korso wurde 2012 als Erster von den Niederlanden als Immaterielles Kulturerbe anerkannt. Gemeinsam mit anderen Blumen- und Fruchtkorsi wurde die „Korsokultur“ der Niederlande 2021 in die UNESCO-Liste des immateriellen Kulturerbes der Menschheit aufgenommen.

## Sehenswürdigkeiten
- Monument Vincent und Theo van Gogh: das Bronze-Monument Vincent van Gogh und sein Bruder Theo van Gogh des russisch-französischen Künstlers Ossip Zadkine (1890–1967) befindet sich auf der Vincent van Gogh Plein (Vincent van Gogh Platz)
- Rathaus von 1830 im Stil des Neoklassizismus
- Trappisten-Abtei Maria-Toevlucht in Klein-Zundert mit der Brauerei des Trappistenbieres Zundert

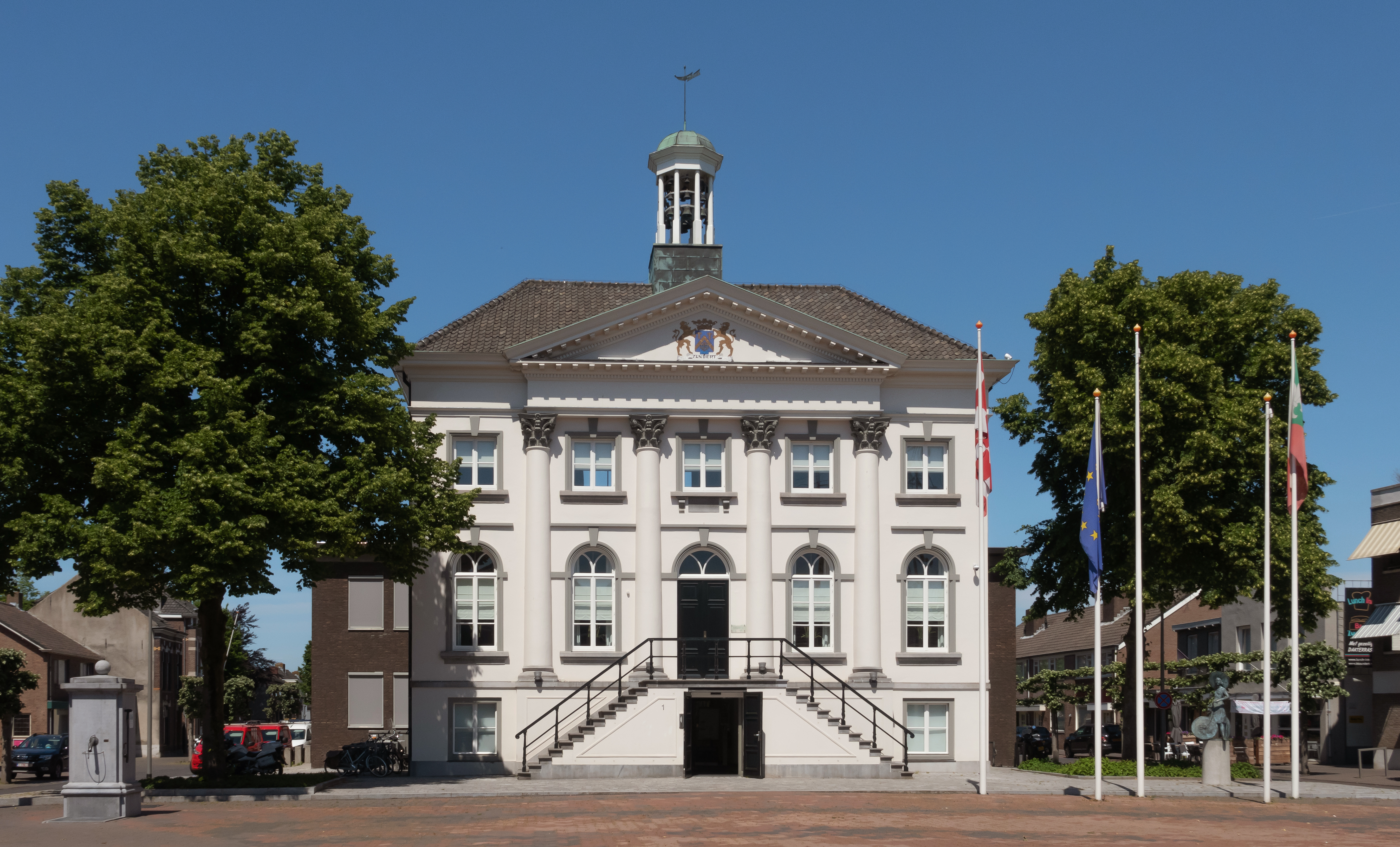
Zundert, Rathaus
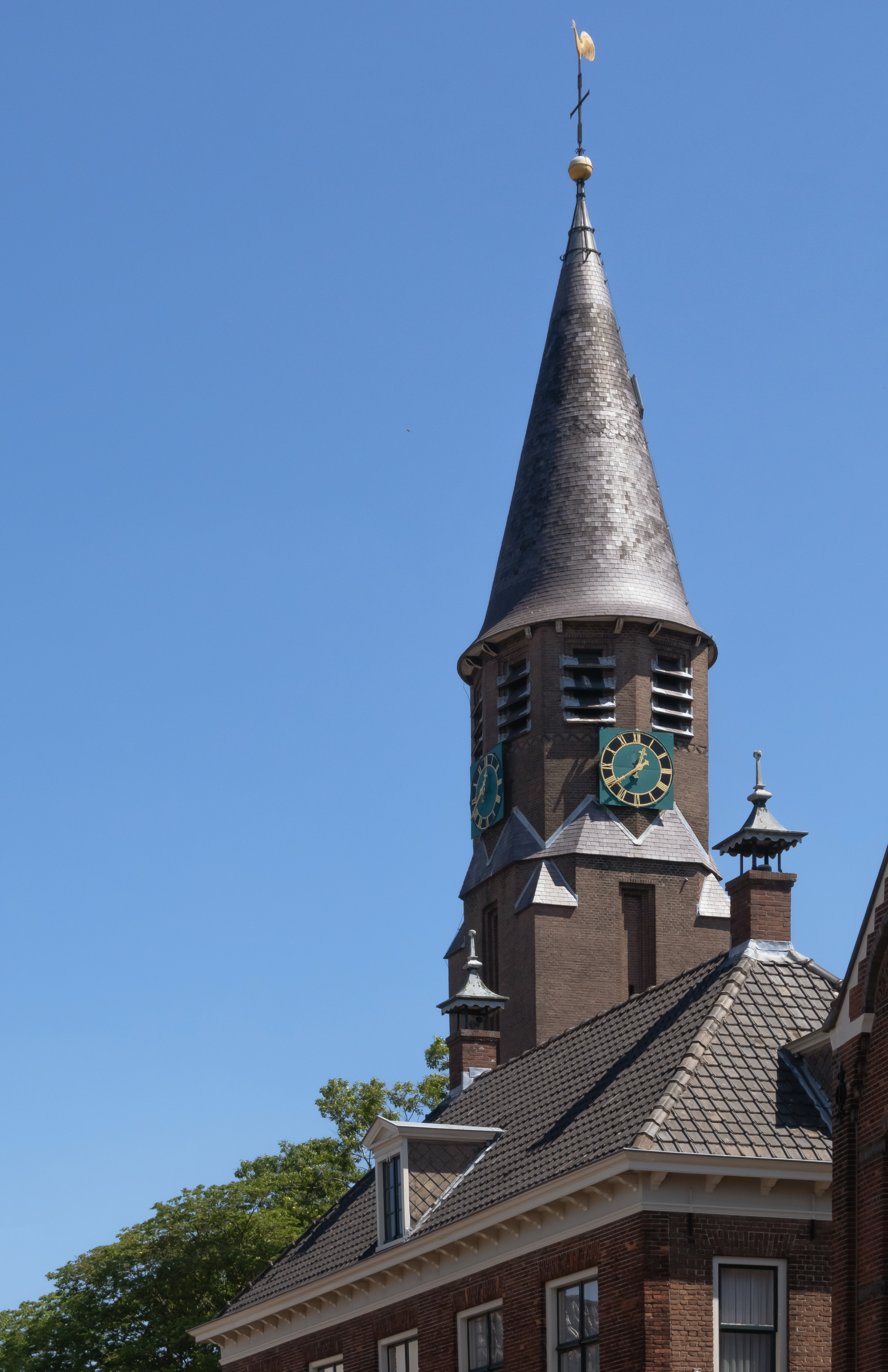
Zundert, Kirchturm (Sint-Trudokerk)
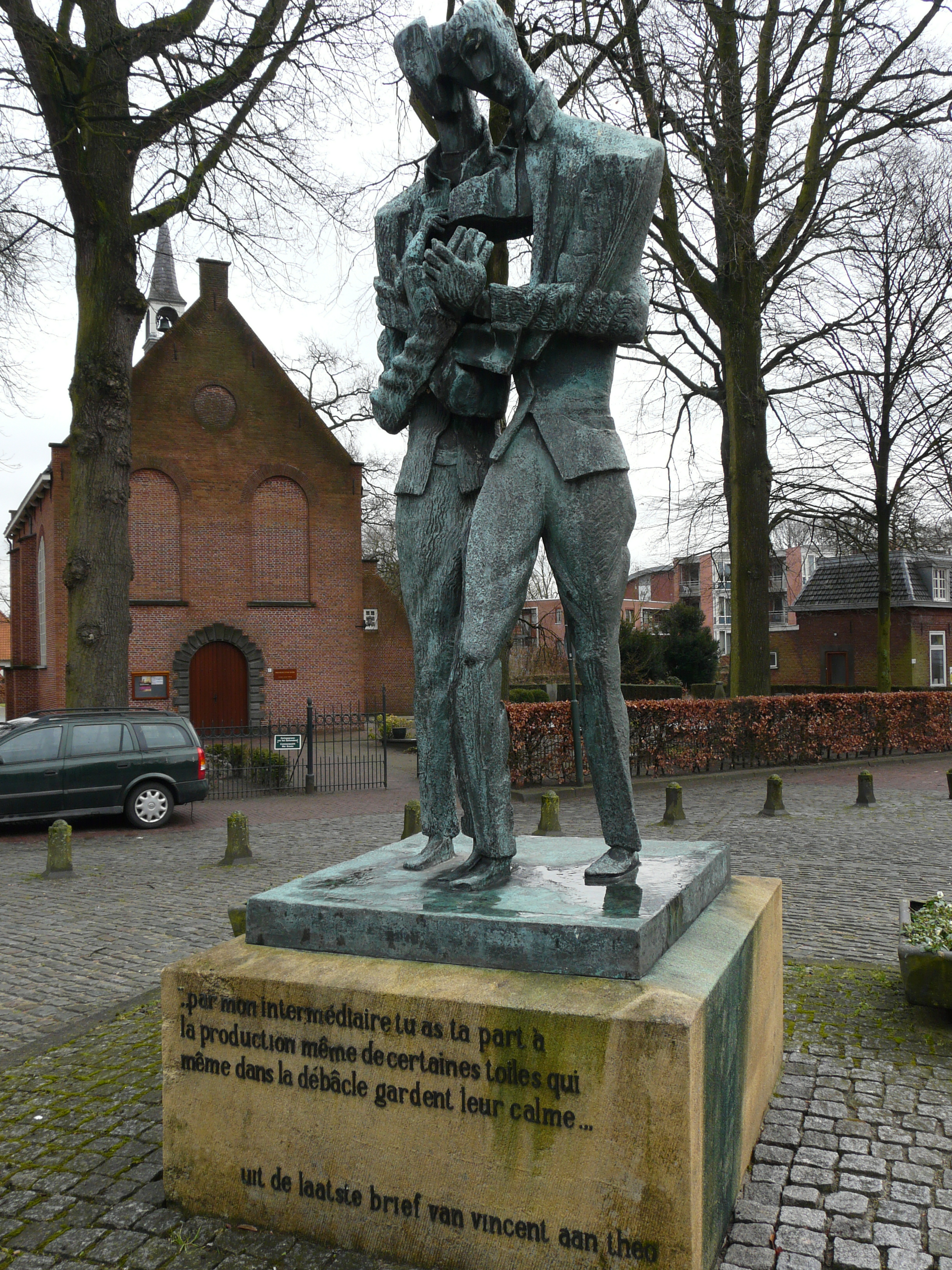
Van-Gogh-Denkmal vor der Kirche, an der van Goghs Vater als Pfarrer tätig war
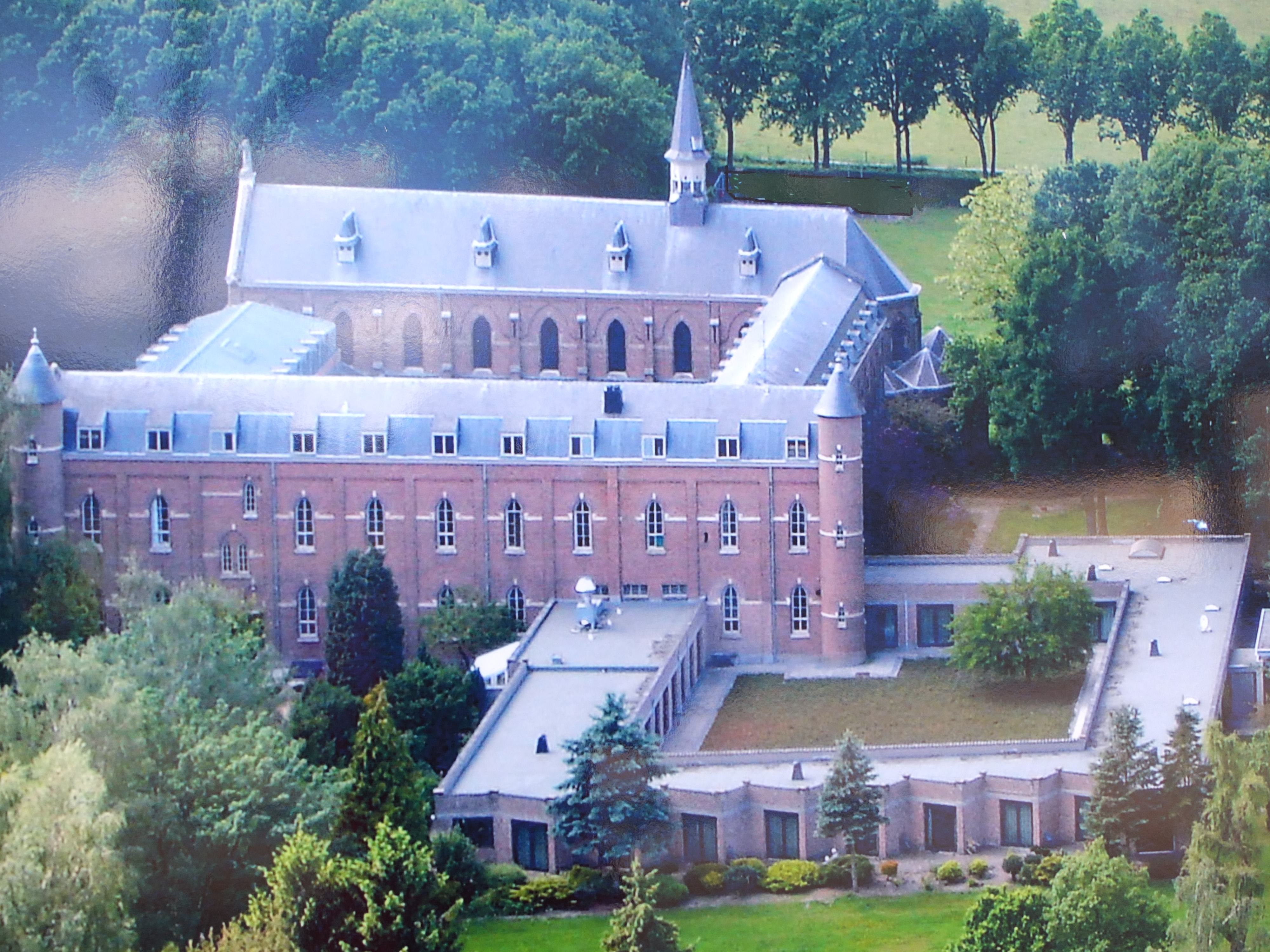
Abtei Maria-Toevlucht
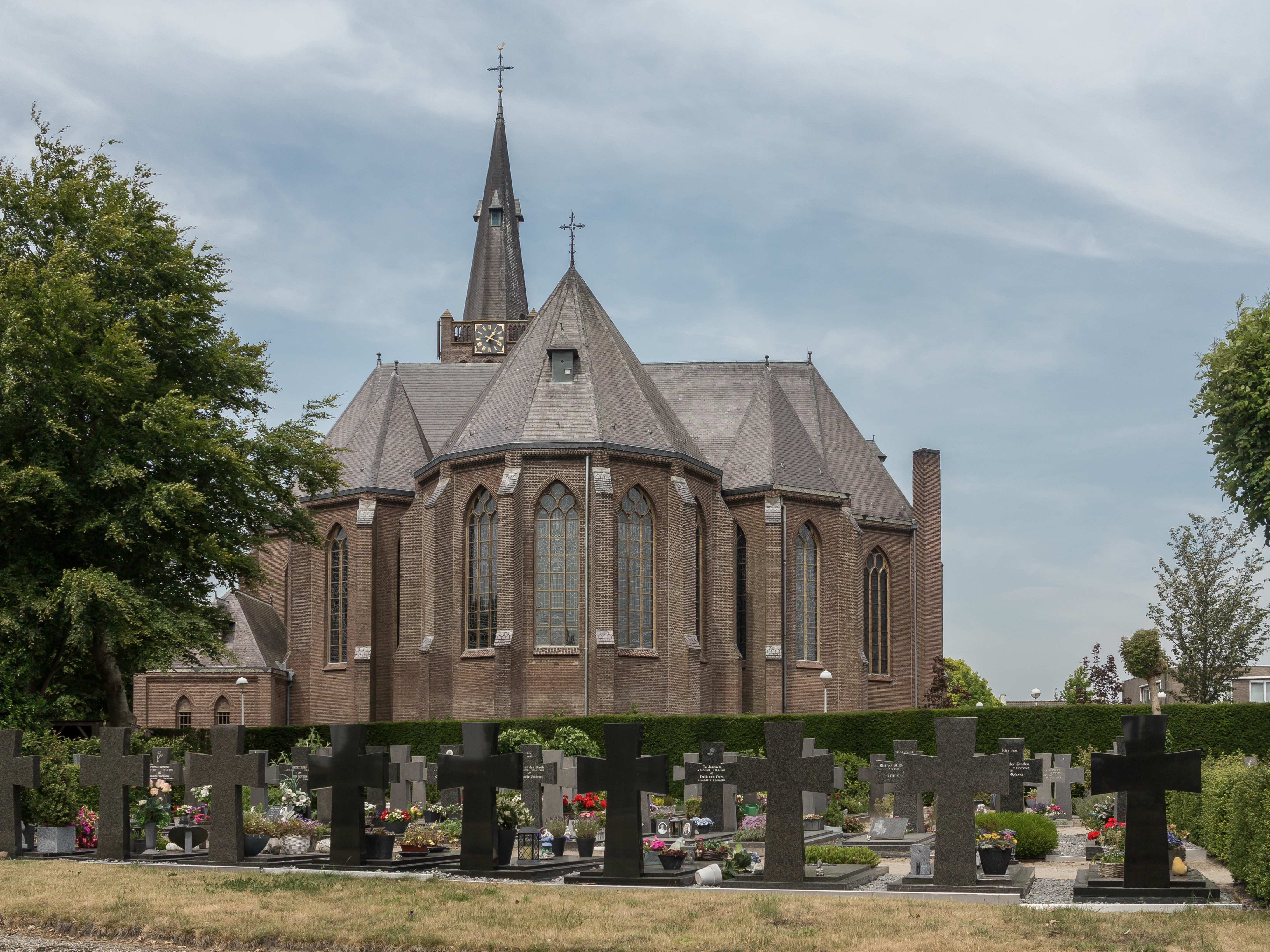
Rijsbergen, Kirche (de Sint Bavokerk) und Friedhof
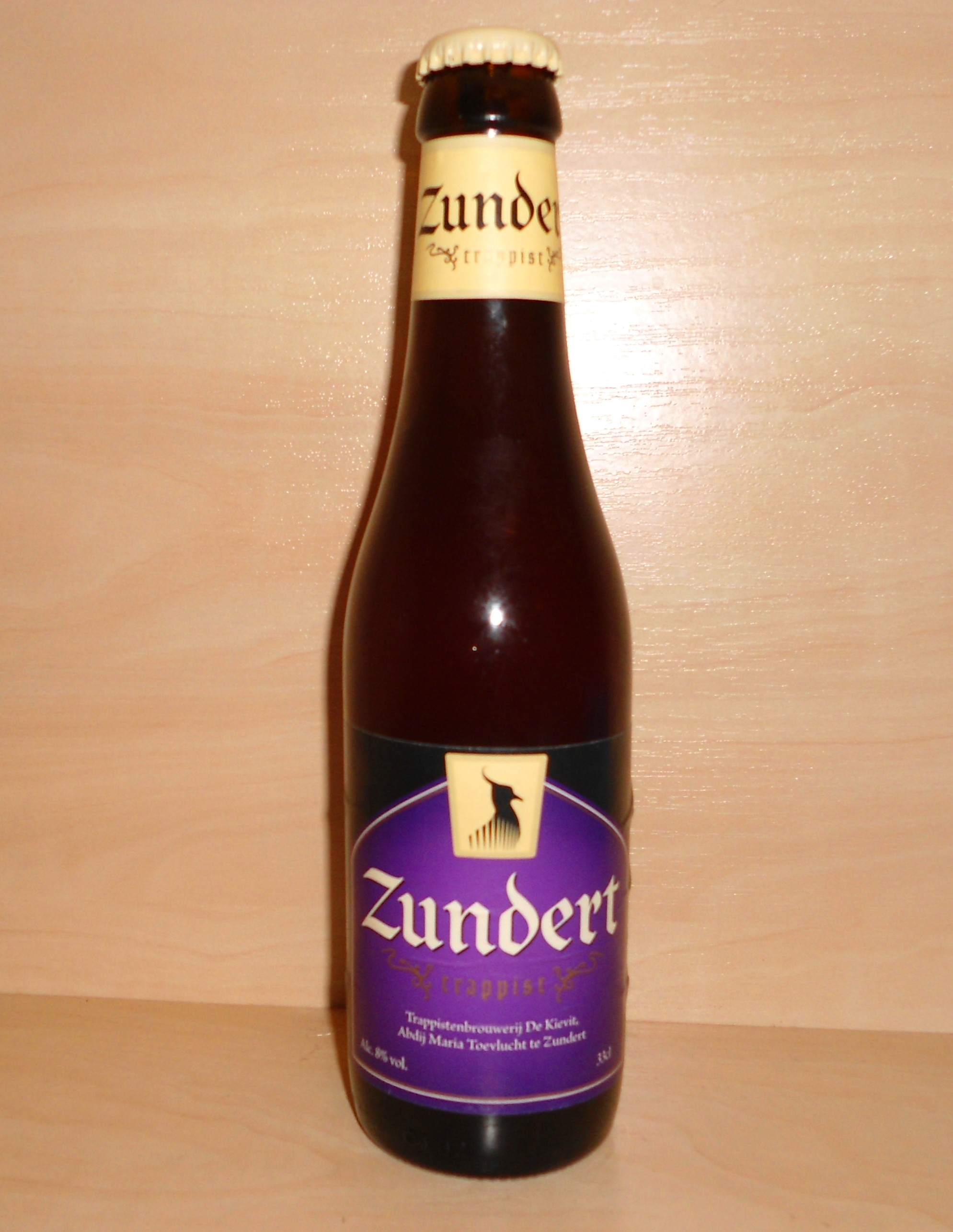
Trappistenbier "Zundert"
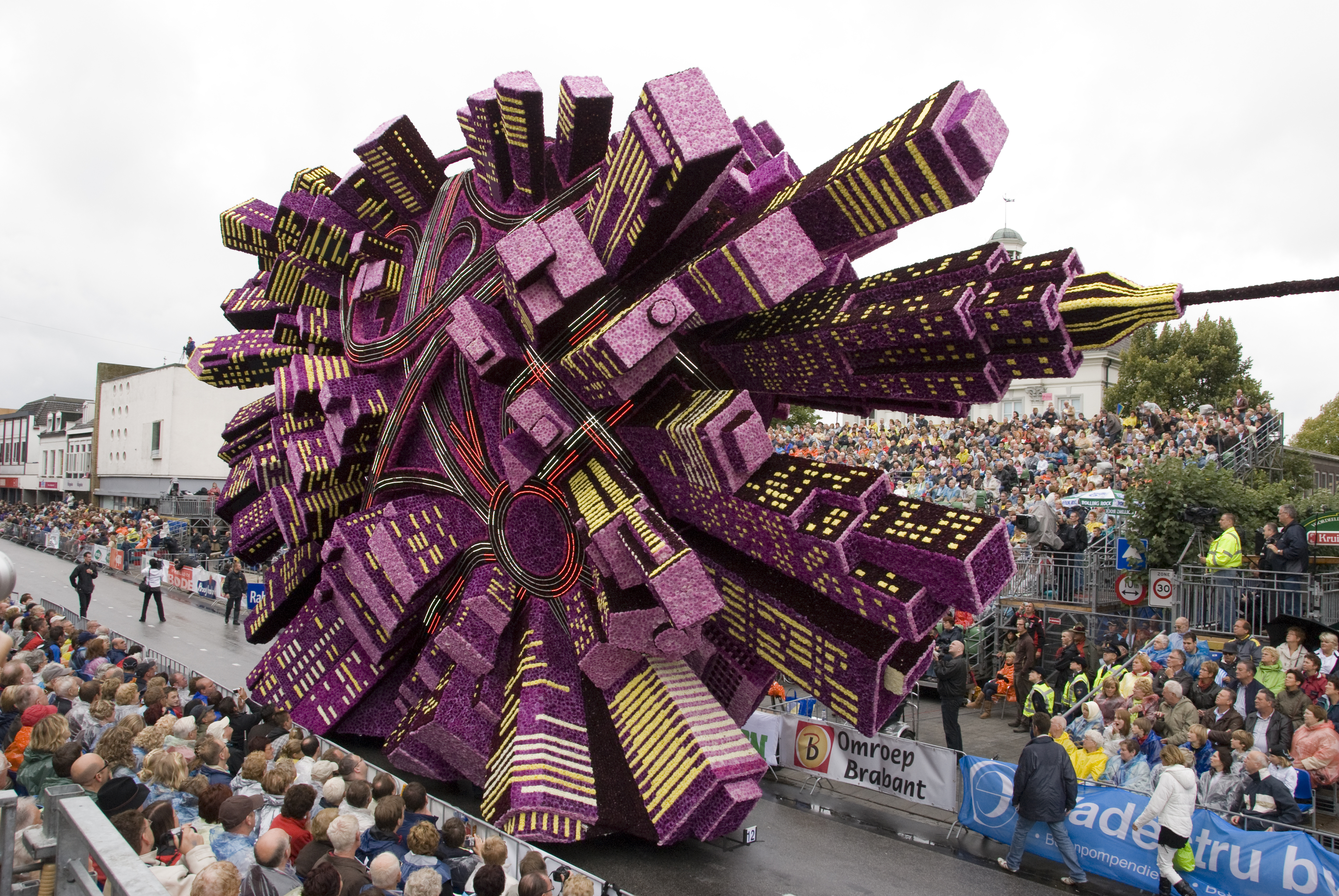
Gewinner des Blumenkorsos 2008:„Booming city“

## Politik
Die Lokalpartei Ondernemend Platteland konnte im Jahr 2022 erstmals eine Kommunalwahl in der Gemeinde Zundert für sich entscheiden. Dabei holte sie rund ein Viertel der abgegebenen Stimmen sowie fünf Sitze im 19 Personen starken Gemeinderat.

### Gemeinderat
Seit 1982 formiert sich der Gemeinderat von Zundert folgendermaßen:
| Partei                               | Sitze | Sitze | Sitze | Sitze | Sitze  | Sitze | Sitze | Sitze | Sitze | Sitze | Sitze | Sitze |
| Partei                               | 1982  | 1986  | 1990  | 1994  | 1996 a | 1999  | 2002  | 2006  | 2010  | 2014  | 2018  | 2022  |
| ------------------------------------ | ----- | ----- | ----- | ----- | ------ | ----- | ----- | ----- | ----- | ----- | ----- | ----- |
| Ondernemend Platteland b             | 3     | 3     | 2     | 2     | 2      | 2     | 2     | 2     | 2     | 2     | 3     | 5     |
| CDA                                  | –     | 4     | 6     | 5     | 5      | 5     | 4     | 4     | 5     | 6     | 4     | 4     |
| VVD c                                | –     | –     | 2     | 2     | 2      | 4     | 4     | 3     | 4     | 4     | 4     | 3     |
| Dorpsbelangen                        | –     | –     | –     | –     | 1      | 1     | 2     | 2     | 4     | 4     | 3     | 2     |
| D66                                  | –     | –     | –     | –     | 0      | –     | –     | –     | –     | –     | 2     | 2     |
| Lokaal Perspectief                   | –     | –     | –     | –     | –      | –     | –     | –     | –     | –     | 1     | 2     |
| Onafhankelijke Partij Zundert        | –     | –     | –     | –     | –      | –     | –     | –     | –     | 2     | 2     | 1     |
| PvdA                                 | 0     | –     | 0     | –     | –      | 1     | 2     | 2     | 2     | 1     | –     | –     |
| Nieuw Zundert & Werknemersbelangen d | –     | –     | –     | –     | –      | –     | 5     | 4     | 1     | –     | –     | –     |
| 3dpartij                             | –     | –     | –     | –     | –      | –     | –     | 2     | 1     | –     | –     | –     |
| Werknemersbelangen Zundert d         | 5     | 3     | 3     | 4     | 3      | 3     | –     | –     | –     | –     | –     | –     |
| Nieuw Zundert ’99 d e                | –     | –     | –     | –     | –      | 2     | –     | –     | –     | –     | –     | –     |
| Welzijn ’97 f                        | 1     | 2     | 2     | 2     | 2      | 1     | –     | –     | –     | –     | –     | –     |
| Werknemersbelangen Rijsbergen e      | –     | –     | –     | –     | 1      | –     | –     | –     | –     | –     | –     | –     |
| Plaatselijk Belang e                 | –     | –     | –     | –     | 1      | –     | –     | –     | –     | –     | –     | –     |
| Recht en Waarheid                    | –     | –     | –     | 0     | –      | –     | –     | –     | –     | –     | –     | –     |
| Lijst Arnouts c                      | 2     | 2     | –     | –     | –      | –     | –     | –     | –     | –     | –     | –     |
| Democratische Partij Zundert c       | –     | 1     | –     | –     | –      | –     | –     | –     | –     | –     | –     | –     |
| Lijst Huijbregts                     | 3     | –     | –     | –     | –      | –     | –     | –     | –     | –     | –     | –     |
| Algemeen Belang                      | 1     | –     | –     | –     | –      | –     | –     | –     | –     | –     | –     | –     |
| Gesamt                               | 15    | 15    | 15    | 15    | 17     | 19    | 19    | 19    | 19    | 19    | 19    | 19    |

Anmerkungen

### Gemeindepartnerschaften
Partnergemeinden von Zundert sind Auvers-sur-Oise in der französischen Region Île-de-France  und die belgische Gemeinde Zoutleeuw in Flandern.

## Persönlichkeiten
- Vincent van Gogh (1853–1890), Maler
- Theodorus (Theo) van Gogh (1857–1891), Kunsthändler und Kunstsammler, jüngerer Bruder von Vincent van Gogh
- Janus Braspennincx (1903–1977), Radrennfahrer
- Cees Snepvangers (* 1941), Radrennfahrer
- Jacques Hanegraaf (* 1960), Radrennfahrer
- Jelle Nijdam (* 1963), Radrennfahrer
- Johan van der Velde (* 1956 in Rijsbergen), Radrennfahrer
- Saskia Kouwenberg, Menschenrechtsaktivistin